# Naturally (Rondé)
Naturally is een nummer van de Nederlandse band Rondé uit 2017. Het is de vierde single van hun titelloze debuutalbum, dat een week na het uitbrengen van de single werd uitgebracht.
Na een paar kleine hitjes die het niet verder schopten dan de Tipparade, werd "Naturally" het eerste nummer van Rondé wat de Nederlandse Top 40 wist te behalen. Het haalde daar een bescheiden 31e positie. Daarnaast won het nummer de 3FM Schaal van Rigter 2018 als meest gedraaide track.